# 1977 en Norvège
Chronologie de la Norvège
- 1973
- 1974
- 1975
- 1976
- 1977
- 1978
- 1979
- 1980
- 1981

Cet article présente les faits marquants de l'année 1977 en Norvège ou relatifs à la Norvège.

## Gouvernance
- Olav V est roi de Norvège.
- Odvar Nordli dirige le gouvernement.

## Événements
- Les élections législatives norvégiennes de 1977 (Stortingsvalet 1977, en norvégien) se sont tenues le 12 septembre 1977, afin d'élire les cent cinquante-cinq députés du Storting pour un mandat de quatre ans. Le Parti travailliste obtient la majorité absolue.
- 2 et 3 avril : Les représentants des partis socialistes et des syndicats de dix-huit pays d'Europe occidentale se réunissent à Oslo[1].
- 22 avril : un blowout survient sur la plateforme Bravo du complexe Ekofisk. La cause en est une valve de sécurité mal installée sur le forage. Tous les employés présents sur place sont évacués sans faire aucun blessé. L'américain Red Adair et son équipe spécialisée sont appelées et rétablissent la situation le 30 avril[2],[3].

## Sport
- Les Championnats du monde de biathlon 1977 se tiennent à Vingrom (Norvège).
- La 4e édition des championnats du monde de vol à ski s'est déroulée le 1er janvier 1977[4] à Vikersund en Norvège.
- La saison 1977 du Championnat de Norvège de football était la 15e édition de la première division norvégienne à poule unique, la Tippeligaen. Les 12 clubs jouent les uns contre les autres lors de rencontres disputées en matchs aller et retour.

## Culture
- Den allvarsamma leken est un film norvégien et suédois réalisé par Anja Breien, sorti en 1977.

## Naissances
- Naissance en Norvège en 1977

## Décès
- Décès en Norvège en 1977